# قصاب‌مرغ کلاه‌دار
قصاب‌مرغ کلاه‌دار (نام علمی: Cracticus cassicus) نام یک گونه از سرده قصاب‌مرغ‌ها است.